# Любиша Джорджевич
Любиша Джорджевич (серб. Ljubiša Đorđević, нар. 19 червня 1906, Дубрава — пом. 2 листопада 1944, Белград) — югославський футболіст, що грав на позиції півзахисника. Відомий виступами за клуб БСК, а також національну збірну Югославії. Триразовий чемпіон Югославії.

## Клубна кар'єра
3 1925 року виступав у команді БСК (Белград). Входив до провідного тріо півзахисників клубу Милорад Арсеньєвич — Сава Маринкович — Любиша Джорджевич, що протягом багатьох сезонів грали разом у клубі, а іноді і в збірній. У 1927, 1929 і 1930 роках ставав з командою переможцем чемпіоном Белграда. Найсильніші команди регіональних ліг отримували змогу позмагатись за звання чемпіона Югославії. Наприкінці 20-х років БСК стабільно боровся за нагороди чемпіонату, завдяки чому Джорджевич двічі здобував срібло у 1927 і 1929 роках, а також бронзу у 1928 році.
У 1927 і 1928 роках брав участь у складі своєї команди в матчах Кубку Мітропи, престижного турніру для провідних команд Центральної Європи. Обидва рази белградський клуб вибував на першій стадії змагань, поступаючись угорським командам «Хунгарія» (2:4, 0:4) і «Ференцварош» (0:7, 1:6) відповідно. Любиша брав участь в усіх чотирьох матчах своєї команди.
Свою першу перемогу у національному чемпіонаті Джорджевич у складі БСК здобув у 1931 році. Перемога вийшла дуже впевненою, адже столичний клуб виграв усі 10 матчів турніру, випередивши найближчого переслідувача загребську «Конкордію» на 9 очок. Лідерами атаки тієї команди були Благоє Мар'янович, Александар Тирнанич і Джордже Вуядинович, провідні гравці національної збірної, а у півзахисті на головних ролях лишались Джорджевич і Милорад Арсеньєвич.
Також здобував титули чемпіона Югославії у 1933 і 1935 роках.

## Виступи за збірну
1928 року дебютував в офіційних матчах у складі національної збірної Югославії у грі проти Румунії (3:1). Загалом зіграв за збірну 5 матчів.
Учасник Олімпійських ігор 1928 року в Амстердамі, де югославська збірна в першому раунді поступилась Португалії (1:2).
Також виступав у складі збірної Белграда, за яку зіграв 22 матчі.

### Статистика виступів за збірну
| Дата       | Місто     | Господарі      | Результат | Гості      | Турнір                  | Голи | Примітки |
| ---------- | --------- | -------------- | --------- | ---------- | ----------------------- | ---- | -------- |
| 06.05.1928 | Белград   | Югославія      | 3 – 1     | Румунія    | Кубок короля Олександра | -    |          |
| 29.05.1928 | Амстердам | Югославія      | 1 – 2     | Португалія | Олімпійські ігри – 1/8  | -    |          |
| 28.10.1928 | Прага     | Чехословаччина | 7 – 1     | Югославія  | товариський матч        | -    |          |
| 06.10.1929 | Бухарест  | Румунія        | 2 – 1     | Югославія  | Балканський кубок       | -    |          |
| 02.10.1931 | Софія     | Туреччина      | 2 – 0     | Югославія  | Балканський кубок       | -    |          |
| Усього     |           | Матчів         | 5         |            | Голів                   | 0    |          |

Як інженер лісового господарства, працював у Белграді і брав участь в будівництві бомбосховищ під час Другої світової війни. Це було розцінено як співпраця з окупантами, за що Любишу Джорджевича розстріляли 2 листопада 1944 року.

## Трофеї і досягнення
- Чемпіон Югославії: 1930-31, 1932-33, 1934-35
- Срібний призер чемпіонату Югославії: 1927, 1929
- Чемпіон футбольної асоціації Белграда: 1927, 1929, 1930
- Срібний призер Балканського кубку: 1929-31